# Bothrops erythromelas
Bothrops erythromelas este o specie de șerpi din genul Bothrops, familia Viperidae, descrisă de Ayrton Amaral în anul 1923. Conform Catalogue of Life specia Bothrops erythromelas nu are subspecii cunoscute.